# Thienemannimyia carnea
Thienemannimyia carnea är en tvåvingeart som först beskrevs av Fabricius 1805.  Thienemannimyia carnea ingår i släktet Thienemannimyia, och familjen fjädermyggor. Arten är reproducerande i Sverige.